# (32445) 2000 RC104
2000 RC104 (asteroide 32445) é um asteroide da cintura principal. Possui uma excentricidade de 0.15111570 e uma inclinação de 10.81951º.
Este asteroide foi descoberto no dia 6 de setembro de 2000 por LINEAR em Socorro.